# Montagne du Cheval Blanc
Pour les articles homonymes, voir Cheval blanc.
Le Cheval Blanc est une montagne des Alpes située dans le département français des Alpes-de-Haute-Provence, dans le pays dignois, et culminant à 2 323 m, entre la haute vallée de la Bléone et la vallée de l’Issole (affluent du Verdon). Elle est constituée principalement de calcaire.
Les flancs de la montagne sont couverts de forêts à basse altitude ; plus haut, les alpages sont consacrés à l’estivage des troupeaux de moutons. Le sommet est un but de randonnée, et un observatoire astronomique est en construction.

## Géographie

### Situation, topographie
La montagne du Cheval Blanc est située dans le Sud-Est de la France, dans la région Provence-Alpes-Côte d'Azur et le département des Alpes-de-Haute-Provence, sur les territoires communaux de Prads-Haute-Bléone au nord, de Draix à l'ouest et de Thorame-Basse au sud-est. Elle se trouve à 15 kilomètres à l'est de Digne-les-Bains et à 80 kilomètres au nord-ouest de Nice et de la côte méditerranéenne. Elle s'étend de la montagne de Lachen et du col de Talon au nord-est à la montagne de Tournon qui la prolonge au sud et culmine à 2 323 mètres d'altitude au sommet du Cheval Blanc ; elle comprend également le sommet des Croquets (2 270 m), au sud de ce dernier, et les sommets de la Mulatière (2 283 m) et de Paluet (2 305 m), au nord-est. Elle oblique au niveau de la baisse de Chanolles, un col situé à 2 222 mètres d'altitude juste au nord de son point culminant. Son versant nord alimente la Chanolette et son versant ouest le Bouinenc, tous deux affluents de la Bléone ; son versant sud-est alimente l'Estelle, qui forme l'Issole, lui-même affluent du Verdon. Il fait partie du massif des Trois-Évêchés, dans les Alpes.

### Géologie
La montagne du Cheval Blanc est formée de calcaires du Crétacé supérieur.

## Histoire

### Accidents aériens
En 1948, deux avions militaires s'écrasent successivement, à trois jours d'intervalle, sur le petit massif du Cheval Blanc.
Le 27 janvier, un C-47 Dakota du 61e Troop Carrier Group (en) (groupe de transport de troupes) de l'US Air Force, part de la base d'Istres pour rejoindre Udine via Pise. Il venait de la base de Rhein-Main (Francfort-sur-le-Main) et transportait huit personnes, trois femmes et leurs enfants, pour qu'ils rejoignent leurs pères et époux à Udine. Après avoir décollé à 12 h 37, il demande un cap à 15 h 28, alors qu'il est perdu dans une tempête de neige. Il a probablement suivi la côte jusqu'aux environs de Nice, puis ne pouvant trouver sa route à cause du mauvais temps, fait demi-tour, été dévié par le vent plus fort que prévu, et heurte vers 15 h 30 le massif du Cheval Blanc, à 2 300 m d'altitude environ, entre la Tête de Chabanne et le sommet des Croquets, un peu en dessous de la ligne de crête. Les deux pilotes, le mécanicien, le radio et les huit passagers meurent tous dans l'accident.
Les 28 et 29 janvier, ignorant la route suivie exactement par le C-47, plusieurs appareils recherchent son épave dans les Alpes du Sud et au large de la Corse, sans succès à cause des mauvaises conditions météorologiques.
Le 30 janvier, l'épave est repérée vers 9 h 25 par un appareil de secours. Celui-ci reste sur zone en attendant un B-17 chargé de prendre des photos, qui arrive au-dessus du lieu de l'accident par le sud, en venant d'Istres. Il fait face à un violent vent du nord, provoquant des courants descendants sur le côté sud des montagnes, comme signalé par plusieurs pilotes ayant fait des recherches dans le secteur. Il fait alors un passage pour photographier la zone de l’accident, en suivant la crête vers le nord. Les photographes demandent au pilote de voler un peu plus bas, mais il évalue mal la pente, se fait également aussi surprendre par les vents. De plus, huit des dix personnes transportées se trouvent dans le nez de l'appareil, et celui-ci est alourdi d'un canot de sauvetage accroché sous son fuselage, ce qui porte la vitesse de décrochage de l'avion de 105 à 120 milles/heure. L'aile gauche de l'avion accroche le flanc de la montagne, juste en dessous de la crête. Le nez de l'appareil heurte violemment la montagne, provoquant l'explosion de l'appareil, qui pirouette sur le versant nord de la montagne, à 1 000 m au nord de l'épave du C-47. Sur le versant sud, une avalanche est déclenchée par l'explosion.
Après le premier accident, les brigades de gendarmerie de La Javie et de Colmars avaient préparé des secours en mobilisant les éclaireurs-skieurs et des volontaires, ainsi que des éléments du 11e bataillon de chasseurs alpins. Elles reçoivent les renforts des brigades de Barcelonnette et Digne. Les secours partent du hameau de Chanolles (commune de Blégiers) le 31 janvier. Ils aperçoivent un blessé qui se traîne dans la neige, à proximité du B-17, et le rejoignent à 15 h 30. C'est un prisonnier de guerre allemand, ancien pilote de la Luftwaffe qui le découvre et porte les premiers secours au seul survivant de cette seconde catastrophe. Le pilote avait également survécu, mais s’est retrouvé enfoui sous un morceau de carlingue. Il est mort de froid et son corps n'est retrouvé que le 25 mars. Les corps des autres victimes des deux accidents ont tous été retrouvés entre le 31 janvier et le 3 février.
Les frais des secours (235 114 anciens francs) furent intégralement remboursés par l'United States Air Forces in Europe. Le prisonnier allemand volontaire pour les secours est libéré par anticipation, le 21 février.
Une croix sur le versant ouest de la montagne commémore les accidents.

## Activités

### Protection environnementale
La montagne du Cheval Blanc fait partie de la ZNIEFF de type II du « massif de la montagne du Cheval Blanc - montagne de Côte Longue - montagne de Lachen - montagne des Boules » et de la ZNIEFF de type I de la « montagne du Cheval Blanc - montagne de Tournon - Bois Favier ».

### Ascension
L'accès principal vers le sommet du Cheval Blanc se fait en boucle par le bois de Favier à partir de la chapelle Saint-Thomas, entre les hameaux de La Bâtie et de Château-Garnier, au sud-est, en suivant le GRP de pays Tour du Haut-Verdon. Le sentier est fléché et permet de monter par la crête sud ou de contourner par le versant est (plus facile) en passant à la cabane du Cheval-Blanc. Cette dernière peut être rejointe également à partir de Château-Garnier en remontant une piste forestière le long du ravin de Favier,. Le GRP est aussi accessible depuis le col de Séoune.
La traversée de la montagne est possible entre le col de Talon et le col de Séoune. L'accès au premier se fait par le ravin de Favier,. Il est possible de rejoindre directement la crête de Paluet par la cabane du même nom,.

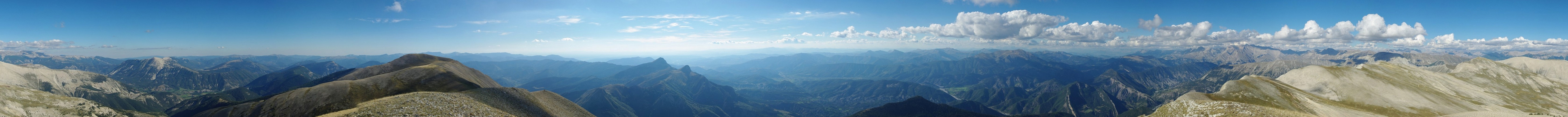
Panorama depuis le sommet.

Le sommet est accessible par l'ouest depuis la baisse de Pompe[réf. nécessaire].

### Observatoire astronomique
L’Association des astronomes amateurs automaticiens (A4), fondée en 1993, y construit depuis 2005 un observatoire astronomique télécommandable par Internet.